# DJ Layla
DJ Layla, née Natalia Ostasina le 11 juillet 1987 à Chișinău, est une DJ et auteure-compositrice moldave.

## Discographie
Albums
- 2010 : Single Lady

Singles
- 2008 : Single Lady (feat. Alissa)
- 2009 : City Of Sleeping Hearts (feat. Dee-Dee & Radu Sârbu)
- 2010 : Planet Mars (feat. Dee-Dee & Radu Sârbu)
- 2010 : Drive (feat. Dee-Dee & Radu Sârbu)
- 2011 : Party Boy (feat. Armina Rosi & Radu Sârbu)
- 2012 : I'm your angel (feat. Sianna & Radu Sârbu)
- 2013 : Searching 4 love (feat. Lorina & Radu Sârbu)
- 2013 : Born to Fly (feat. Dee-Dee & Radu Sârbu)
- 2014 : Without Your Love (feat. Sianna)

Vidéoclips
- 2011 : Party Boy
- 2012 : I'm Your Angel (feat SiAnna)[2]
- 2019 : Eagle (feat Misha)[3]